# 犬童美乃梨
犬童 美乃梨（いぬどう みのり、1994年5月6日 - ）は、日本の元タレント、元グラビアアイドル、元レースクイーン、元YouTuber。女性アイドルグループ「sherbet」の元メンバー・元リーダーとして2015年から2021年まで活動した。愛称は「みのりん」。
愛知県西尾市出身。元リップ所属。キャッチフレーズは「グラドル界No.1美BODY」であった。夫はキックボクサーの松倉信太郎。2011年から2021年まで活動し、2021年12月31日を以って芸能界を引退した。

## 経歴
2011年から2012年まで名古屋市のローカルアイドル「OS☆U」のメンバーとして活動（犬童梨乃名義）。OS☆U脱退後の2013年、Sweet Surrender（delaも所属している名古屋美少女ファクトリー）に加入。同時に犬童美乃梨へ改名。同年、SUPER GT300クラス「TOMEI SPORTS Digi Nozze RQ Unit」としてレースクイーン活動を行う（他メンバー：原奈津子、小河結香）。
2014年4月、「ヤングマガジン黒BUTA GIRL 2014」グランプリ受賞。名古屋美少女ファクトリーとの業務提携でリップに所属し、グラビアアイドルとしての活動を本格化させる。
2015年4月、名古屋美少女ファクトリーを退所すると同時にSweet Surrenderを脱退。前年から業務提携で所属していたリップに完全移籍するとともに地元を離れ上京する。
2015年8月、青山ひかる、当時同じ事務所所属だった橋本梨菜らとアイドルユニット「sherbet」を結成、リーダーとなる。
2015年10月にドラマ『チア☆ドル』（ABCテレビ）に出演。
2019年7月6日のサマー・スタイル・アワード新人類（『夏が一番似合う男性・女性を決める大会』）に初出場、カップルモデル部門およびビューティーフィットネスモデル部門でそれぞれ優勝した。
2021年10月13日、同年11月13日を以ってsherbetから卒業することを発表するとともに、年内限りでグラビアアイドルからも卒業することを発表した。同年11月13日、sherbet初の公式写真集「sherbet official photobook」発売記念イベントを以ってsherbetを卒業した。同年12月25日のラスト写真集イベントを以ってグラビアアイドルを卒業し、仕事における水着姿を永久封印した。
2021年12月31日、所属事務所を退所して芸能界を引退することを自身のSNSで報告した。

### 引退後
2022年1月1日、キックボクサーの松倉信太郎が犬童と結婚したことをSNSで報告、同年5月25日には第1子となる男児を出産したことを自身のInstagramで報告した。
2025年3月20日、橋本梨菜グラビア10周年記念トークショーにゲストとして登場した。

## 人物
- 父親が鹿児島県出身[26]。3人兄妹の長女（兄と妹がいる[27]）。
- 趣味は、2015年時点でランニング、1人カラオケ、バッティングセンターに行くこと[3]。2021年時点ではトータルボディケア、ジム通い[2]。
- 特技は、2017年時点でクラシックバレエ[28]、100mハードル（県大会出場）、チアリーディング（全国大会出場）、S字ライン（腰が柔らかい）、美肌維持[29]。
- 2020年には日本インストラクター技術協会（JIA）の筋トレインストラクター認定試験合格に合格した[30]。

## 出演

### テレビ
- 女神降臨（2015年1月2日、MONDO TV）
- チア☆ドル（2015年10月17日、ABCテレビ）[16]
- 鎧美女 #30「明智光春」（2017年7月30日、フジテレビONE）
- スポテイナーJAPAN（2020年10月27日 - 2021年3月23日、テレビ朝日）

### ラジオ
- sherbet flavor（2016年10月2日 - 2017年3月26日、FM-FUJI）

### ウェブドラマ
- 御曹司ボーイズ（2019年4月28日 - 、AbemaTV） - 理央 役

### 舞台
- シズ☆ゲキ「ストライド」（2016年7月6日 - 10日、築地本願寺ブティストホール）[31]

### 映画
- ある用務員（2021年1月29日公開、キグー、監督：阪元裕吾）[32]

## 作品

### イメージDVD
- みのりん（2014年7月24日、イーネット・フロンティア）[33]
- みのりん2（2015年1月16日、イーネット・フロンティア）[34]
- ミルキー・グラマー（2015年5月22日、竹書房）[3]
- Next Sweet 〜level up〜（2015年8月21日、イーネット・フロンティア）[6]
- 僕のみのりん（2015年11月20日、ラインコミュニケーションズ）[35]
- Minolium（2016年2月26日、エスデジタル）[36]
- キニナルみのり（2016年7月22日、イーネット・フロンティア）
- ワンちゃん（2017年1月20日、ラインコミュニケーションズ）
- ハートにずっきゅん（2017年5月24日、イーネット・フロンティア）
- ご要望はみのりですか?（2017年11月20日、ラインコミュニケーションズ）
- フルフル〜fruitful〜（2018年8月20日、ラインコミュニケーションズ）
- みのリズム（2019年3月17日、双葉社）
- 教えて、みのりん!（2019年7月20日、ラインコミュニケーションズ）[37]
- 僕だけのトレーナー（2020年2月28日、スパイスビジュアル）
- My secret（2020年6月24日、イーネット・フロンティア）
- WM 〜二人の美乃梨〜（2020年10月20日、ラインコミュニケーションズ）
- 好きです、みのり先輩（2021年2月26日、竹書房）
- 褐色の美神、降臨（2021年7月25日、エアーコントロール）

### VR
- フィットネストレーナーの犬童美乃梨はキミの時だけ距離が近い、そういう世界。（2019年11月15日、ファンタスティカ）
- 薄着の犬童美乃梨がベッドにいたら何かを期待しちゃうよね、そんな世界。（2019年11月22日、ファンタスティカ）

### 写真集
- リップガールズ G乳乱舞 SPECIAL EDITION（2018年8月31日、講談社、撮影：西條彰仁、佐藤裕之、LUCKMAN、佐藤佑一）ISBN 978-4-06-513401-6[38] - ※共演：森咲智美、橋本梨菜、犬童美乃梨、葉月あや、☆HOSHINO。
- One da Full（2019年11月11日、ワニブックス、撮影：藤本和典）ISBN 978-4-8470-8247-4